# Ульф Фішер
Ульф Фішер (нім. Ulf Fischer; нар. 1 січня 1965) — колишній західнонімецький тенісист.
Найвищу одиночну позицію світового рейтингу — 357 місце досяг 14 березня 1983, парну — 190 місце — 25 Apr 1983 року.

## Фінали ATP Челленджер

### Парний розряд: 2 (0–2)
| Результат | Ранг | Дата     | Турнір                        | Покриття | Партнер     | Суперники                           | Рахунок       |
| --------- | ---- | -------- | ----------------------------- | -------- | ----------- | ----------------------------------- | ------------- |
| Поразка   | 1.   | Лип 1984 | Нойнкірхен, Західна Німеччина | Ґрунт    | Ерік Єлен   | Ганс-Дітер Бойтель Хрістоф Ціпф     | 6–7, 5–7      |
| Поразка   | 2.   | Кві 1985 | Марракеш, Марокко             | Ґрунт    | Горан Прпич | Серхіо Касаль Еміліо Санчес Вікаріо | 6–4, 3–6, 1–6 |